# セティ1世
セティ1世（英語: Seti I、在位：紀元前1294年 - 紀元前1279年）は、古代エジプト第19王朝の第2代ファラオ。名は「セト神の君」を意味する。エジプト神話で主に悪として描かれるセトの名を冠したファラオは、第2王朝のセト・ペルイブセンと第13王朝のセト・メリブレなど数少ない。セティ1世は、アクエンアテンの時代に荒廃したエジプトの復興に努め、国力の充実も図った。海外遠征にも力を入れ、パレスティナへ侵攻、西ではリビュア軍を撃退し、南はナイル川の第四急流までを支配するに至った。彼の子、ラムセス2世の代におけるエジプトの大繁栄は、セティ1世の安定した治世によるものが大きいとみられる。

## 治績
非常に大柄で戦士になるために生まれてきたような男であったが、同時に芸術にも関心が深かった。性格は穏やかであったとも伝わる。
アマルナ時代の治世以降に低下したエジプトの国力・国威を回復すべく、父ラムセス1世の共同統治者としてシリアへの軍事的対処を行い、父の死後は政策を継いで北方のパレスチナへと遠征しヒッタイトを押し戻すことに成功した。また南方のヌビアにも遠征し成功を収めたほか、紅海地方で金鉱を発見している。
このほか、リビュア人の侵略を撃退した。リビュア人は後にエジプトに同化され、ファラオさえ輩出することになるのだが、この時点では単なる侵略者であった。
内政面ではアマルナ時代の影響を一掃すべく、伝統的な宗教・芸術の復興に力を注いだ。
アビドスのオシリス神殿やカルナックのアメン神殿多柱室、自身のための葬祭殿などの建設事業はその一環である。自身のためにはほかに王家の谷に壮麗な墓を建設している。これらは遠征とともに、諸国にエジプトの国力回復を見せ付ける示威行為であった。世に広く知られるエジプト美術は彼の治世に完成されたものであると言われる。

## ミイラ

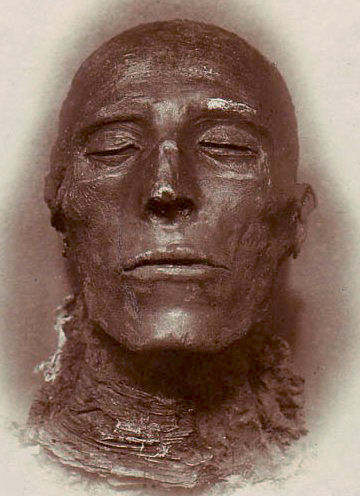
セティ1世のミイラ

現在カイロのエジプト考古学博物館にて保存されているセティ1世のミイラは、非常に保存状態が良い物である。防腐処理の際に塗られた樹脂が変色したために黒く変色してはいるものの、その顔は生きた人間のそれと大して変わらない物になっている。当時のエンバーミングが高度であったのを物語っている。

## 遺跡
セティ1世の葬祭殿には、歴代王の名を記した王名表（『アビドスの王名表』）が残されており、一級の資料として扱われている。

## セティ1世を題材とした作品
- 『ハムナプトラ/失われた砂漠の都』：祭司イムホテップと愛妾アナスクナムンに殺されている。
- 『スフィンクス』：セティ1世の黄金像に秘められた謎をめぐるミステリ映画。
- 『ハムナプトラ2/黄金のピラミッド』